# Thomas McCarthy (homme politique canadien)
Pour l’article homonyme, voir McCarthy.
Thomas McCarthy (1832 - 23 septembre 1870) fut un constructeur de navire, homme d'affaires et homme politique fédéral et municipal du Québec.

## Biographie
Né à Cork en Irlande, il immigra au Canada en 1839. En partenariat avec ses frères, ils établirent une usine de construction de bateau dans la région de Sorel. 
Élu député du Parti conservateur dans la circonscription fédérale de Richelieu en 1867, il mourut en fonction en 1870.
Il fut également conseiller municipal de la ville de Sorel en 1860, 1862, 1863 et en 1865.